# 田村魚菜
田村 魚菜（たむら ぎょさい、1914年11月23日 - 1991年3月25日）は、料理研究家。
静岡県生まれ。小学校卒業後、東京の魚屋に奉公する。京橋の割烹蔦屋で料理を学び、本山荻舟と四条流の石井泰次郎に師事する。1938年に雑誌『魚菜園』を創刊。1949年、東京の自由ヶ丘に料理塾を開き、1955年に魚菜学園を創立。1973年からテレビの料理番組で有名になる。魚菜没後は妻の田村千鶴子が学園長を務めている。

## 著書
- 献立365日　読売新聞社　1955年
- あなたは食卓の演出家　新樹社　1956年
- こゝにコツあり　新樹社　1958年
- 材料別料理事典　新樹社　1961年
- 舌の味・人の味　新樹社　1965年
- 四季のスタミナ料理　新樹社　1966年
- 料理に生きる幸せ　新樹社　1969年
- 魚菜のおそうざい　魚菜学園出版局　1971年
- 現代女性を料理する　新樹社　1972年
- 魚菜のおそうざい　続　魚菜学園出版局　1972年
- 魚菜のおべんとう　魚菜学園出版局　1976年
- 魚菜のおそうざい・おふくろの味　魚菜学園出版局　1976年
- 料理大事典　田村千鶴子と共著　魚菜学園出版局　1977年
- 海へ　プレジデント社　1980年
- 魚菜ベストクッキング　田村千鶴子と共著　魚菜　1982年
- おにぎりの詩　母と子の温み　日之出出版　1984年
- 糖尿病に克つ人の養生学　私の健康クリニック　光書房　1984年
- 糖尿病の治療食　田村魚菜の体験メニュー決定版　田村千鶴子と共著　全国朝日放送　1991年
- キッチン・レッスン　小学館文庫　1998年

## 出演映画
- 自由ケ丘夫人 (1960年 東宝)
- 喜劇 新宿広場 (1969年 東宝)

## 出演ドラマ
- 夫よ男よ強くなれ（1969年-1970年、NET/東宝）
- おさな妻 (6話)　1970年11月6日放送分 東京12チャンネル
- おくさまは18歳 (35話「花嫁学校落第生」)　1971年5月25日放送分 TBS・大映テレビ室

## 料理番組
- アフタヌーンショー（NETテレビ（現・テレビ朝日）
- くいしん坊!万才（フジテレビ、1974年10月 - 1975年5月）